# Журавлёва, Валентина Фёдоровна
Валентина Фёдоровна Журавлёва — советский хозяйственный и государственный деятель, лауреат Государственной премии СССР за выдающиеся достижения в труде.

## Биография
Родилась в 1945 году в Москве. Член КПСС.
В 1957—1967 гг. — швея, в 1967—1996 гг. — бригадир Московского производственного объединения по выпуску верхнего трикотажа Министерства лёгкой промышленности РСФСР.
За большой личный вклад в увеличение выпуска, улучшение качества, снижение себестоимости товаров народного потребления была в составе коллектива удостоена Государственной премии СССР за выдающиеся достижения в труде 1984 года.
Депутат Верховного Совета РСФСР 11-го созыва.
Жила в Москве.

## Награды
- Орден Трудового Красного Знамени
- Орден Трудовой Славы II степени
- Орден Трудовой Славы III степени